# Kangphu Kang
Kangphu Kang, Shimo Kangri lub Kuhanbokang – szczyt w Himalajach. Leży na granicy między Chinami a Bhutanem. Jest to 107 szczyt Ziemi pod względem wysokości.
Pierwszego wejścia dokonała ekspedycja południowokoreańska 29 września 2002 r.